# Интервью (фильм, 2014)
«Интервью́» (англ. The Interview) — американский комедийный боевик 2014 года режиссёров Эвана Голдберга и Сета Рогена, сценарий которого был написан в соавторстве с Дэном Стерлингом. Главные роли исполнили Сет Роген и Джеймс Франко, а Рэндалл Парк воплотил образ ключевого антагониста картины — лидера КНДР Ким Чен Ына.
Роген и Голдберг задумали концепцию «Интервью» в начале 2000-х годов, и изначально целью героев фильма был Ким Чен Ир. В 2011 году, после смерти Ким Чен Ира, его сын Ким Чен Ын стал главой КНДР, в связи с чем Роген и Голдберг переработали сценарий, сфокусировавшись на персонаже Ким Чен Ына. Об «Интервью» впервые было объявлено в марте 2013 года, когда началась подготовка к съёмкам. Съёмки проходили в Ванкувере с октября по декабрь 2013 года. Фильм создан компаниями Columbia Pictures, Point Grey Pictures и LStar Capital и выпущен Sony Pictures Releasing.
Выход фильма в прокат в США планировался на 25 декабря 2014 года, но 18 декабря был отменён компанией «Sony Pictures Entertainment» из-за угроз просеверокорейских хакеров и бойкота со стороны владельцев кинотеатров. Однако через некоторое время в компании объявили о выходе картины в ограниченный прокат в 300 кинотеатрах, что и произошло 24 декабря в США, а 25 декабря фильм был официально выложен на видеосервисы «YouTube», «Google Play», «Xbox Video» по цене 5,99 доллара за один просмотр и 14,99 доллара за покупку только в США. Немедленно по Интернету разошлись высококачественные пиратские копии, которые за первые сутки скачало более 900 000 человек.
Интернет-продажи «Интервью» принесли «Sony Pictures» более 40 млн долларов, в результате чего фильм стал самым успешным цифровым релизом компании, заработавшим также около 6 млн в кассах американских кинотеатров и при этом получив смешанные отзывы.

## Сюжет
Дэвид Скайларк работает на телевидении и является известным ведущим популярного ток-шоу «Вечерний Скайларк», где рассказывает о сплетнях и личной жизни знаменитостей. Отправившись праздновать выход своего 1000-го эпизода, Дэйв со своей командой обнаруживает, что лидер Северной Кореи Ким Чен Ын является поклонником его шоу, наряду с сериалом «Теория Большого взрыва». Дэйв вызывает продюсера шоу Эрона Рапопорта для того, чтобы он договорился об интервью. Эрон едет в сельский район Китая, где в условленном месте получает одобрение на интервью от сексапильной Сук, северокорейского пропагандиста.
Вскоре привлекательная агент ЦРУ Лэйси предлагает Дэйву и Эрону убить Кима путём использования трансдермальной полосы в виде пластыря с рицином, чтобы Ким скончался от рукопожатия, вследствие чего было бы облегчено проведение государственного переворота. Они неохотно соглашаются. Дэйв должен перевезти яд в специальной сумке с потайным карманом, однако он не может отказаться от своей дизайнерской сумки, а пластырь прячет в пачке жвачки. По прибытии в Северную Корею у входа в резиденцию Кима их вещи осматривают охранники и один из офицеров съедает пластырь, приняв его за настоящую жвачку. С помощью беспилотника Лэйси снабжает журналистов ещё двумя полосками, и они отправляются во дворец.
Дэйв проводит день с Кимом, который убеждает американца, что тот смотрел на Северную Корею предвзято; они становятся друзьями. На торжественном ужине на телохранителя неожиданно действует рицин, и он, прежде чем умереть, случайно убивает другого телохранителя Кима. Следующим утром Дэйв чувствует себя виноватым. Он избавляется от одной из рициновых полосок и срывает попытку Эрона отравить Кима последним пластырем. На следующем ужине Дэйв становится свидетелем проявления истинного злого характера Кима, а вскоре случайно обнаруживает, что соседний продуктовый магазин является потёмкинской деревней.
Эрон и Сук начинают испытывать влечение друг к другу — Сук признаётся, что презирает Кима и приносит свои извинения за защиту режима. Дэйв, Эрон и Сук решают уничтожить культ личности Ким Чен Ына, открыв народу Северной Кореи, что Ким — не бог, а человек. В международном телевизионном интервью с диктатором Дэйв отклоняется от согласованного сценария, задаёт Киму неудобные вопросы о жизни его народа, затрагивает чувствительные для Кима темы, сравнивая его с предшественником и отцом — Ким Чен Иром. Ким теряется, начинает плакать, разрушая таким образом свою репутацию бога. Во время этого разгромного интервью Сук и Эрон захватывают вещательный центр и отбиваются от охранников, пытающихся остановить трансляцию. Ким стреляет в Дэйва, но тот выживает благодаря бронежилету.
Дэйв, Эрон и Сук пытаются спастись, уезжая на танке, их преследует вертолёт с Кимом на борту. Зная, что Ким привёл в готовность к запуску ядерные ракеты, старт которых должен произойти по его команде, Дэйв стреляет из танка по вертолёту, в результате чего тот взрывается вместе с Кимом. Сук помогает Дэйву и Эрону эвакуироваться из страны с помощью шести американских морпехов, замаскированных под северокорейских солдат.
После всех событий Дэйв пишет книгу о своём опыте, а Северная Корея под руководством Сук становится демократической страной.

## В ролях
| Актёр          | Роль           |
| -------------- | -------------- |
| Джеймс Франко  | Дэвид Скайларк |
| Сет Роген      | Эрон Раппапорт |
| Рэндалл Парк   | Ким Чен Ын     |
| Лиззи Каплан   | Агент Лэйси    |
| Диана Банг     | Сук Ён Пак     |
| Тимоти Саймонс | Малкольм       |
| Чарльз Чун     | Генерал Чонг   |
| Доминик Лалонд | Джеки          |
| Анеша Бэйли    | Джанет         |
| Андерс Холм    | Джейк          |

| Актёр           | Роль                    |
| --------------- | ----------------------- |
| Мерси Мэлик     | Пандит                  |
| Обри К. Миллер  | Ким                     |
| Джастин Ли      | Капитан Цунг            |
| Алан Блюменфилд | Премьер-министр Израиля |
| Риз Александр   | Агент Ботвин            |
| Элис Веттерлунд | Джеки                   |
| Дэвид Диаан     | Президент Палестины     |
| Пол Бай         | Офицер Вынь             |
| Джеймс Йи       | Офицер Сунь             |
| Исаак Схр       | Джим                    |

| Актёр                | Роль  |
| -------------------- | ----- |
| Эминем               | камео |
| Роб Лоу              | камео |
| Билл Мар             | камео |
| Сет Майерс           | камео |
| Джозеф Гордон-Левитт | камео |
| Бен Шварц            | камео |
| Брайан Уильямс       | камео |
| Скотт Пелли          | камео |
| Кевин Федерлайн      | камео |
| Гай Фиери            | камео |

Эпизодические роли-камео в фильме в качестве гостей шоу «Вечерний Скайларк» исполнили Эмма Стоун, Зак Эфрон, Эминем, Зоуи Дешанель, Майкл Вик, Сильвестр Сталлоне, Брэд Питт, Нил Патрик Харрис, а также Ники Минаж, которым было заплачено по 10 тысяч долларов США.

## Производство

### Подготовка и написание сценария
В конце 2000-х годов известные сценаристы Эван Голдберг и Сет Роген пришли к идее нового фильма, рассуждая о том, что случилось бы, если журналист должен был убить мирового лидера. Позже, Голдберг отмечал, что «люди имеют обыкновение предполагать, что журналисты имеют доступ к наиболее опасным персонам в мире и гипотетически могут оказаться в удобной для их убийства ситуации». Местом событий Голдберг и Роген сделали Северную Корею времён Ким Чен Ира, в результате чего сценарий был более серьёзным. Однако затем они отошли от проекта, и вернулись к нему в 2011 году — после смерти Кима и прихода к власти его сына Ким Чен Ына, который был ближе им по возрасту, в результате чего персонажи стали более сумасшедшими. Роген говорил, что при работе «мы прочитали столько, сколько смогли найти на данную тему. Мы говорили с ребятами из тех, кто на самом деле бывал в Северной Корее и встречал Ким Чен Ына. Мы говорили с людьми в правительстве, чьи обязанности состоят в работе с Северной Кореей или в создании экспертных заключений по связанным с КНДР вопросам». Несмотря на то, что сценарий, первоначально фигурировавший под названием «Убийство Ким Чен Ына», был одобрен начальниками «Sony Pictures» Майклом Линтоном и Эми Паскаль, Голдберг и Роген решили показать его некоторым комикам и актёрам, в том числе Джоне Хиллу и Саше Барону Коэну, отметившим, что проект нужно доработать, сделав смешнее и интереснее. Голдберг и Роген смягчили название, и в качестве соавтора привлекли сценариста программы «The Daily Show» Дэна Стерлинга, в результате чего получился более актуальный и сатирический сценарий, при работе над которым они черпали вдохновение из боевиков и триллеров, таких как «Шпионские игры» и «Арго».

### Кастинг
21 марта 2012 года было объявлено, что Голдберг и Роген будут режиссёрами комедии для компании «Columbia Pictures», в которой последний будет сниматься вместе с Джеймсом Франко. 1 октября 2013 года к фильму присоединилась Лиззи Каплан, а 8 октября — Рэндалл Парк и Тимоти Саймонс. Парк был первым кандидатом на прослушивании на роль Ким Чен Ына и был сразу же утверждён, после чего побрил голову, чтобы быть больше на него похожим.

### Съёмки
Съёмки фильма начались 10 октября 2013 года в Ванкувере (Британская Колумбия, Канада) и закончились 20 декабря того же года. Северокорейский лес и горы были сняты около Ванкувера, людская толпа в аэропорту Пхеньяна была смоделирована на компьютере с помощью кадров из фильма «Мачо и ботан 2», а городской пейзаж и танковое сражение в конце фильма были сняты с помощью макетов. Площадь Робсон-сквер была превращена в центр Пхеньяна, шоу Скайларка было снято в интерьерах Регионального вещательного центра телекомпании «Canadian Broadcasting Corporation», а в числе других мест съёмок была и Художественная галерея Ванкувера, однако большая их часть прошла на киностудии «The Bridge Studios» в Бернаби. Бюджет картины составил от 42 до 44 миллионов долларов США, из которых 33 процента составили провинциальные налоговые кредиты, а 16 процентов — федеральные.
11 июня 2014 года Эван Голдберг создал плакат для фильма, а затем и первый официальный трейлер.

## Саундтрек
В саундтрек к фильму «Интервью» вошли оригинальные произведения композитора Генри Джекмана. CD-диск был выпущен лейблом «La-La Land Records» 10 февраля 2015 года ограниченным тиражом в 5000 единиц по 15,98 доллара США за штуку.
| №                   | Название                      | Музыка              | Длительность |
| ------------------- | ----------------------------- | ------------------- | ------------ |
| 1.                  | «Kim Jong-un»                 | Генри Джекман       | 4:09         |
| 2.                  | «Me So Sorry»                 | Генри Джекман       | 1:16         |
| 3.                  | «Operation Dung Beetle»       | Генри Джекман       | 1:04         |
| 4.                  | «East Meets West»             | Генри Джекман       | 1:14         |
| 5.                  | «Backdoor Rendezvous»         | Генри Джекман       | 2:54         |
| 6.                  | «Guns N Girls»                | Генри Джекман       | 0:42         |
| 7.                  | «Panic At The Palace»         | Генри Джекман       | 2:41         |
| 8.                  | «Skylark Discovers The Truth» | Генри Джекман       | 1:46         |
| 9.                  | «The Wrath Of Kim»            | Генри Джекман       | 3:41         |
| 10.                 | «So Long Sook»                | Генри Джекман       | 1:28         |
| 11.                 | «Grand Finale»                | Генри Джекман       | 1:19         |
| 12.                 | «Inferno On Melrose»          | Генри Джекман       | 1:44         |
| 13.                 | «Celebrity Sinkhole»          | Генри Джекман       | 2:58         |
| 14.                 | «Book Of Revelations»         | Генри Джекман       | 1:29         |
| 15.                 | «Feeling Horny?»              | Генри Джекман       | 0:58         |
| 16.                 | «The Exorcism Of Jonah Hill»  | Генри Джекман       | 3:06         |
| 17.                 | «The Final Rapture»           | Генри Джекман       | 2:46         |
| Общая длительность: | Общая длительность:           | Общая длительность: | 35:18        |

Кроме этого, журналистами был составлен ещё один саундтрек, включивший в себя песни, прозвучавшие в фильме и трейлере, в записи Эминема, Кэти Перри, Ашера, Айзека Хейза, Сестры Нэнси и др. исполнителей.
| №   | Название                                           | Исполнитель                                                        | Длительность |
| --- | -------------------------------------------------- | ------------------------------------------------------------------ | ------------ |
| 1.  | «Yuna’s Song»                                      | Юна                                                                |              |
| 2.  | «Coleen (feat. The Dap-kings Horns)»               | The Heavy                                                          |              |
| 3.  | «Cowboy on the Run»                                | Джей Чоу                                                           |              |
| 4.  | «I'm Afraid of Americans (Nine Inch Nails V1 mix)» | Дэвид Боуи                                                         |              |
| 5.  | «Get Up (Rattle)»                                  | Far East Movement                                                  |              |
| 6.  | «Pon de Floor»                                     | Major Lazer                                                        |              |
| 7.  | «Firework»                                         | Кэти Перри                                                         |              |
| 8.  | «Got Your Money»                                   | Ol’ Dirty Bastard feat. Келис                                      |              |
| 9.  | «Pixie Promenade»                                  | Лайл Воркман                                                       |              |
| 10. | «The Moon Which Loves The Sun»                     | Zion I                                                             |              |
| 11. | «Firework»                                         | Дженни Лейн                                                        |              |
| 12. | «Pixie Promenade Remix»                            | Лайл Воркман                                                       |              |
| 13. | «The Interview Freestyle»                          | Эминем                                                             |              |
| 14. | «Medicine Ball»                                    | Эминем, Марк Батсон, Андре Янг, Даваун Паркер и Тревор Лоуренс-мл. |              |
| 15. | «New York Soul»                                    | Рэй Баррето                                                        |              |
| 16. | «Conquest»                                         | The White Stripes                                                  |              |
| 17. | «Yeah!»                                            | Ашер feat. Lil Jon                                                 |              |
| 18. | «Walk On By»                                       | Айзек Хейз                                                         |              |
| 19. | «A Milli»                                          | Лил Уэйн                                                           |              |
| 20. | «Pay Day (May Day remix)»                          | Юн Ми Рэ, Tiger JK и Ann One                                       |              |
| 21. | «Welcome to the Jungle»                            | Эксл Роуз, Иззи Стрэдлин, Сол Хадсон, Дафф Маккаган и Стивен Адлер |              |
| 22. | «Bam Bam»                                          | Сестра Нэнси                                                       |              |
| 23. | «Wind Of Change»                                   | Scorpions                                                          |              |

26 декабря 2014 года представители лейбла «Feel Ghood Music» заявили о том, что южнокорейская певица Юн Ми Рэ может подать в суд на компанию «Sony Pictures» за использование песни «Pay Day» без её разрешения. Ранее, компания вела переговоры с лейблом по данной песне, но соглашение не было заключено, а музыкальное произведение без объяснений было включено в фильм.

## Контекст

### Реакция КНДР
20 июня 2014 года неофициальный пресс-секретарь лидера КНДР Ким Мён Чхоль в интервью «Daily Telegraph», похвалив франшизу о Джеймсе Бонде и отметив, что Ким Чен Ын, вероятно посмотрит фильм «Интервью», сказал, что:

Есть особая ирония в сюжетной линии, демонстрирующей безумие правительства США и американского общества. Фильм об убийстве иностранного лидера отражает то, что Штаты сделали в Афганистане, Ираке, Сирии и Украине. И давайте не будем забывать, кто убил Кеннеди — американцы. На самом деле президенту Обаме нужно быть осторожным в том случае, если американские военные хотят убить и его тоже.
Оригинальный текст (англ.)There is a special irony in this storyline as it shows the desperation of the US government and American society. A film about the assassination of a foreign leader mirrors what the US has done in Afghanistan, Iraq, Syria and Ukraine. And let us not forget who killed Kennedy – Americans. In fact, President Obama should be careful in case the US military wants to kill him as well.

25 июня представитель министерства иностранных дел КНДР, не упомянув названия фильма, заявил, что:

Производство и прокат фильма на тему о заговоре с целью убийства нашего вождя является недопустимым актом агрессии и терроризма. Если американская администрация разрешит демонстрацию этого фильма, будут приняты безжалостные контрмеры.
Оригинальный текст (англ.)Making and releasing a movie on a plot to hurt our top-level leadership is the most blatant act of terrorism and war and will absolutely not be tolerated. If the US administration allows and defends the showing of the film, a merciless counter-measure will be taken.

27 июня посол КНДР при ООН Ча Сон Нам в письме генеральному секретарю ООН Пан Ги Муну, опубликованном только через неделю, выразил протест против фильма «Интервью», потребовав, чтобы письмо был распространено как официальный документ в Генеральной Ассамблее и Совете Безопасности ООН:

Дачу разрешения на производство и распространение такого фильма об убийстве действующего главы суверенного государства следует рассматривать как более нескрываемое спонсирование терроризма и акт войны. Власти США должны незамедлительно принять необходимые меры для запрещения производства и распространения вышеупомянутого фильма, в противном случае они будут нести полную ответственность за поощрение и поддержку терроризма.
Оригинальный текст (англ.)To allow the production and distribution of such a film on the assassination of an incumbent head of a sovereign state should be regarded as the most undisguised sponsoring of terrorism as well as an act of war. The United States authorities should take immediate and appropriate actions to ban the production and distribution of the aforementioned film; otherwise, it will be fully responsible for encouraging and sponsoring terrorism.

Как отмечалось в «The Guardian», если все эти заявления не перерастут в военное противостояние, то они могут стать прекрасной рекламой для фильма. Похожее возмущение северо-корейской стороны вызвал фильм «Отряд «Америка»: Всемирная полиция» 2004 года от создателей мультсериала «Южный парк» Трея Паркера и Мэтта Стоуна, выставивших Ким Чен Ира главным антагонистом картины. Позднее, Сет Роген предположил, что власти КНДР так боятся фильма, потому что он может «вызвать чёртову революцию». Параллельно, в южнокорейской организации по защите прав человека «Борцы за Свободную Северную Корею» предложили перебросить в КНДР на воздушных шарах DVD-диски с картиной «Интервью», и в начале 2015 года южнокорейским активистом Ли Мин Боком через границу с КНДР по воздуху были посланы тысячи копий на DVD с пачками долларов США, даже несмотря на то, что ему этот фильм не понравился, так как является «вульгарным». Позднее, то же самое проделал и председатель организации «Борцы за Свободную Северную Корею» Пак Санг Хак.

### Хакерская атака на «Sony Pictures Entertainment»
24 ноября 2014 года компьютеры компании «Sony Pictures Entertainment» были заражены вредоносной программой «Shamoon». В результате этого произошло обрушение всей компьютерной сети компании с массовым удалением файлов и главных загрузочных записей, что было описано как «компьютерное убийство». 27 ноября в сеть было выложено несколько фильмов «Sony Pictures», в том числе «Ярость», «Энни», «Уильям Тёрнер» и «Всё ещё Элис», но кроме «Интервью». Следствие рассматривало всех возможных подозреваемых к атаке, включая Северную Корею, официальные лица которой всячески отвергали причастность к этому делу, а в ЦТАК и вовсе заявили, что «не имеют представления о местонахождении Sony Pictures, а также причинах хакерской атаки на её штаб-квартиру». 1 декабря к расследованию подключилось ФБР. 8 декабря в Интернете всплыли дополнительные утечки, в том числе сообщения со словосочетанием «террористический фильм», воспринимаемым как отсылка к «Интервью». 16 декабря хакеры вынесли предупреждение киноманам с угрозой напасть на любого, кто пойдёт на данный фильм в кинотеатры, призывая людей «вспомнить 11 сентября 2001 года». После этого руководители компании «Sony» объявили о том, что позволят владельцам кинотеатров не показывать фильм, если они того пожелают. 11 декабря ответственность за атаку взяла на себя группа под названием «Хранители мира», на ломаном английском потребовавшая запрета данного фильма и пригрозившая работникам «Sony» разглашением личной информации из их электронной почты. Позже в Интернет утекли личная переписка руководства компании об Анджелине Джоли, Брэде Питте, Джордже Клуни, материалы фильма «Звёздные войны: Пробуждение силы», сценарий предстоящего фильма о Джеймсе Бонде «007: Спектр», а также кадры из сцены смерти Ким Чен Ына из «Интервью».
Также, хакерами была опубликована переписка по электронной почте между генеральным директором «Sony Pictures Entertainment» Майклом Линтоном и старшим аналитиком по вопросам обороны корпорации «RAND» Брюсом Беннеттом, датированная июнем 2014 года. В письме от 25 июня, Беннетт высказывался против приглушения изображения смерти Ким Чен Ына, в надежде, что такие кадры смогут «начать какое-то реальное мышление в Южной Корее и, я думаю, на севере, как только DVD утекут на север», высказав мнение, что «единственным решением, которое я вижу в связи с северокорейскими ядерными и другими угрозами для северокорейского режима, в конечном счете является его крах», который может произойти после убийства Кима. В свою очередь, Линтон ответил, что высокий чин в Государственном департаменте США полностью согласен с такой оценкой фильма Беннетом. На следующий день, 26 июня, Беннетт написал, что специальный представитель США по вопросам прав человека в Северной Корее Роберт Кинг поможет продвижению картины, сделав вывод, о том, что заявления со стороны КНДР были «типичными северокорейскими издевательствами, которые вероятно, останутся без последствий». После этого, в интервью «CNN», Беннетт отметил, что Линтон состоит в попечительском совете «RAND», с рекомендации руководства которой и произошёл разговор с высказыванием его личного мнения о фильме, сказав, что картина является «грубой», но в то же время обязанной попасть в Северную Корею для изменения внутренней и внешней политики страны, и добавив, что действительно связывался со своим личным другом Кингом, «придерживавшегося стандартного подхода правительства: мы не диктуем индустрии, что делать». На брифинге для прессы 17 декабря, официальный представитель Государственного департамента США Джен Псаки отвергла сообщения о контактах Кинга с «Sony», подтвердив, что такие переговоры вёл помощник госсекретаря по делам Восточной Азии и Тихого океана Дэниел Рассел, «как он это обычно делает с широким кругом частных групп и отдельных лиц, обсуждая внешнюю политику в Азии», однако «артисты могут свободно снимать фильмы по их выбору, и мы не вовлечены в это».
После всех утечек, к расследованию хакерской атаки подключилось Федеральное бюро расследований, Правительство и Совет национальной безопасности США. 19 декабря в официальном пресс-релизе ФБР было сказано, что вредоносные программы имеют северокорейское происхождение, а нынешняя атака имеет связь с прежними случаями кибератак в отношении правительства США, вследствие чего ответственность за хакерскую атаку несёт правительство КНДР.
После оглашения доказательств причастности КНДР к атаке, северокорейские власти выступили с серией заявлений. В частности, ЦТАК со ссылкой на Министерство иностранных дел КНДР обвинило США в «распространении беспочвенных обвинений», и «теперь, когда враждебная политика США с целью завоевать нашу республику под предлогом борьбы за права человека стала очевидной, идея превращения Корейского полуострова в безъядерную зону более не имеет смысла», при этом выдвинув предложение ФБР провести совместное расследование кибератаки, так как «не прибегая к тем пыткам, которые использует американское ЦРУ, у нас есть средства доказать, что этот инцидент не имеет к нам никакого отношения». В другом сообщении ЦТАК со ссылкой на Национальный комитет по обороне КНДР под председательством Ким Чен Ына было отмечено, что «армия и народ КНДР полностью готовы выдержать конфронтацию с США на всех полях сражений, включая и пространства кибервойны. Наши самые суровые ответные действия будут предприняты со всей решимостью против Белого дома, Пентагона и всей материковой части США, этой выгребной ямы терроризма. И наши действия далеко превзойдут „симметричный ответ“, объявленный Обамой», виновным в «безрассудном распространении слухов» о причастности КНДР к «совершенно оправданной» атаке хакеров, «хотя мы и не знаем, кто и откуда они».

### Прокат, его отмена и возобновление, кассовые сборы
7 августа 2014 года в компании «Sony Pictures Entertainment» дату выхода фильма перенесли с 10 октября на 25 декабря. 10 декабря в компании «Sony Pictures Entertainment Japan» заявили, что фильм не будет выпущен в Японии. Также было объявлено, что фильм выйдет в прокат только в Австралии и Новой Зеландии из всего Азиатско-Тихоокеанского региона.
10 декабря в кинотеатре «Regal» на Таймс-сквер в Нью-Йорке состоялся пресс-показ фильма. Премьера картины прошла 11 декабря в Лос-Анджелесе при спокойной обстановке в присутствии Джеймса Франко и Сета Рогена. Между тем, 17 декабря показ фильма был отменён в Нью-Йорке в кинотеатре «Sunshine Cinema», а некоторые американские сети кинотеатров, в том числе «Landmark» и «Carmike Cinemas», заявили, что отказываются от проката «Интервью». Позже от показа фильма отказались компании «AMC Theatres», «Cinemark Theatres», «Cineplex Entertainment», «Regal Entertainment Group» и «Southern Theatres», во многом из-за опасения повторения теракта 2012 года в кинотеатре города Аврора (штат Денвер). В то же время, Франко и Роген отказались от всякой рекламы фильма, отменив ранее запланированные выступления, а «Sony» отозвала телевизионные трейлеры, отметив, что поддержит любое решение кинотеатров. Тогда, в Национальной ассоциации владельцев театров заявили о том, что не будут возражать против инициативы владельцев кинотеатров «задержать» фильм. В конечном итоге, в компании «Sony» заявили об отмене премьеры «Интервью», запланированной на 25 декабря, отметив, что «мы уважаем и понимаем решение наших партнеров, и, конечно, полностью разделяем их основной интерес в безопасности сотрудников и театра. Мы глубоко опечалены бесцеремонной попыткой пресечь распространение фильма и нанести ущерб нашей компании, нашим сотрудникам, и американской общественности. Мы стоим за наших режиссёров и их право на свободное выражение и крайне разочарованы таким результатом». Также было сказано, что в обозримом будущем у компании нет никаких дальнейших планов выпуска фильм на любой платформе, в том числе на DVD. После этого, в компании «Alamo Drafthouse Cinema» в Далласе объявили о проведении бесплатного показа вышеупомянутого фильма «Команда Америка» в местах отменённого проката «Интервью».
18 декабря пиар-директор представительства компании «Walt Disney Studios Sony Pictures Releasing» Наталья Шталева заявила, что в России прокат фильма переносится с 29 января 2015 года на неопределённый срок. Через несколько дней, в посольстве КНДР в РФ заявили, что фильм характеризует «нравственную незрелость и моральную низость», и «показ этой картины должен быть запрещен в любом государстве. Тем более, даже трудно представить, что в такой дружественной и цивилизованной стране, как Россия, будут демонстрировать фильм, рассказывающий о покушении на главу дружественного и суверенного государства». Позже, в пресс-службе Министерства культуры РФ отметили, что заявка на получение прокатного удостоверения для фильма «Интервью» не поступала. 25 декабря официальный представитель Министерства иностранных дел РФ Александр Лукашевич заявил, что «в принципе сама идея фильма настолько агрессивно-скандальная, что совершенно понятна была реакция северокорейской стороны, да и не только её», добавив, что в России «с озабоченностью восприняли очередной виток эскалации напряженности в отношениях между США и КНДР» из-за обвинений в причастности к кибератаке, и «стоит напомнить, что никаких прямых доказательств в оправдание своих претензий американская сторона так и не предоставила».
Решение «Sony» могло повлечь за собой потерю 42 млн долларов США, потраченных компанией на съёмки фильма, а также десятки миллионов — на рекламу и продвижение. В истории кинематографа уже были подобные факты запрета проката фильмов. Одним из наиболее известных случаев стал запрет картины Стэнли Кубрика «Заводной апельсин», введённый в 1973 году после протестов по поводу количества насилия. После этого, в Великобритании фильм не показывали в течение 27 лет. В предвоенные годы, во Франции и Германии картина Сергея Эйзенштейна «Броненосец Потёмкин» находилась под запретом более 20 лет из-за наличия «революционной пропаганды», а в России в прокат не вышел фильм Саши Барона Коэна «Борат», запрещённый минкомсвязи вслед за Казахстаном. 16 апреля 2015 года на экраны должен был выйти фильм «Номер 44», но 14 апреля дистрибьютор фильма отменил показ фильма.
Однако 23 декабря в компании «Sony» объявили о том, что фильм всё-таки выйдет на широкие экраны, но в ограниченном прокате и только 25 декабря — в более 200 артхаусных и независимых кинотеатрах. О готовящихся показах уже сообщили кинотеатры Атланты и Остина. Реакция на данное решение последовала незамедлительно. Так, исполнительный директор «Sony» Майкл Линтон заявил, что компания никогда не отказывалась от планов проката, заверив, что руководство продолжает работать над тем, чтобы показать этот фильм большему числу зрителей, Сет Роген написал, что «Люди высказались! Свобода восторжествовала! Sony не сдалась!», а Джеймс Франко — «ПОБЕДА!!!!!!! НАРОД и ПРЕЗИДЕНТ высказались!!!». Пресс-секретарь Белого Дома Эрик Шульц отметил, что «Президент приветствует решение Sony разрешить показы фильма. Как президент уже заявлял, мы — страна, которая верит в свободу слова и право на художественную интерпретацию. Решение, к которому пришла Sony и ряд кинотеатров, позволяет людям самим принять решение по поводу этого фильма, и мы приветствуем такой исход дела».
Ночью 25 декабря прокат фильма стартовал в 331 кинотеатре США, у которых выстроились очереди, а билеты были раскуплены заранее. За первый день картина собрала более миллиона долларов, а за первый уикенд — 1,8 млн, в результате чего общие сборы превысили 2,8 млн, а затем и 3 миллиона. В то же время, представитель миссии КНДР при ООН Ким Сон заявил, что его страна осуждает состоявшийся выход фильма на экраны, но не будет прибегать к «физической реакции» на этот факт. Однако позже, в заявлении Национального комитета по обороне КНДР, Барак Обама был назван «главным виновником, который заставил кинокомпанию Sony Pictures распространять фильм», к которому было высказано расистское замечание: «Обама всегда ведет себя безрассудно — как на словах, так и в делах, подобно обезьяне в тропическом лесу».
В день начала проката лента была размещена на специально созданном для неё сайте — SeeTheInterview.com, на видеосервисах «YouTube», «Google Play» («Google») и «Xbox Video» («Microsoft») по цене 5,99 доллара за единовременный просмотр или 14,99 доллара за покупку. Ранее компания пыталась разместить фильм на сервисе «Apple» «iTunes», но получила отказ, после чего подала соответствующее предложение компании «Netflix». Через некоторое время, картина появилась на торрент-трекерах и пиратских сайтах, в том числе и в России. За первые 16 часов высококачественные пиратские копии скачало более 900 тысяч человек по всему миру, из которых около 28 % составили пользователи из США. 28 декабря фильм появился на «iTunes». За первые два дня копии фильма скачали не менее 1,5 миллионов человек, а за 4 дня легально купили или просмотрели — более 2 миллионов, принеся компании «Sony» около 15 млн долларов и сделав «Интервью» самым кассовым фильмом в онлайн-прокате, превзойдя картины «Порочная страсть» (14 млн долларов), «Холостячки» (8,2 млн), и «Сквозь снег» (7,0 млн). На 4 января 2015 года компания заработала более 31 млн долларов США от интернет-продаж и аренды фильма.
2 января 2015 года прокат фильма стартовал в 27 кинотеатрах Канады — в различных городах провинций Британская Колумбия, Альберта, Саскачеван, Онтарио, Квебек, Манитоба и Нью-Брансуик. 24 января картина была выложена на видеосервисе «Netflix», в то время как цифровые сборы составили 40 миллионов, а театральные — 6 млн. 6 февраля фильм вышел в ограниченный прокат в Великобритании и Ирландии. 5 февраля фильм вышел в прокат в кинотеатрах Германии, однако в КНДР подумали, что он вошёл в программу Берлинского кинофестиваля, чего не случилось, однако ЦТАК всё же обвинил германские власти в «акте подстрекательства терроризму» и «повторении позорной истории» Холокоста. 6 февраля картина вышла в прокат в Испании.
17 февраля фильм вышел на Blu-ray и DVD по цене 19,99 и 14,99 доллара США соответственно. Диски продаются в специальной коробке под названием «Издание Свободы» и включают в себя помимо фильма, ещё и бонусный контент, состоящий из 90 минут дополнительных кадров с художественными комментариями Рогена и Голдберга, удалённых сцен и ляпов, а также специальный эпизод сериала «Голые и напуганные» с участием Рогена и Франко.

### Позиция официальных лиц
Официальный представитель Государственного департамента США Джен Псаки в прямом эфире телеканала «CNN» отметила, что «это же комедия. Я думаю, что американцы вполне могут сходить на фильм во время рождественских праздников, если захотят. Картина ведь не отражает позицию и взгляды США — это очевидно». Позже она добавила, что власти США не считают фильм оскорбительным для кого-нибудь, а «артисты могут свободно снимать фильмы по своему выбору». Президент США Барак Обама в интервью телеканалу «ABC» сказал, что «людям по-прежнему стоит ходить в кинотеатры», подчеркнув, что угроза со стороны хакеров была «очень серьезной», но «мы будем бдительны. И если мы увидим, что речь идет о серьезной и реальной угрозе, то мы немедленно предупредим граждан». В то же время, республиканец Митт Ромни призвал к свободному распространению фильма во всём мире, а сенатор Джон Маккейн заявил, что решение «Sony» о прекращении проката фильма «в конечном счете возникло в результате продолжающегося отказа администрации вынести решение касательно использования кибер-оружия врагами нашей страны», пообещав в случае избрания председателем комиссии по вооружённым силам в следующем месяце сосредоточиться на кибербезопасности и рассмотреть вопрос об «ответственности администрации за свои неудачи в организации значимой стратегии борьбы с этими более наглыми и опасными действиями». Пресс-секретарь Белого дома Джош Эрнест на брифинге в Белом доме заверил журналистов в том, что «существуют свидетельства того, что за этими деструктивными действиями злонамеренного характера стоит серьёзный субъект, и наши агентства — как ФБР, так и министерство юстиции — подошли к проверке этой информации со всей возможной серьёзностью», а на атаку будет дан адекватный ответ.

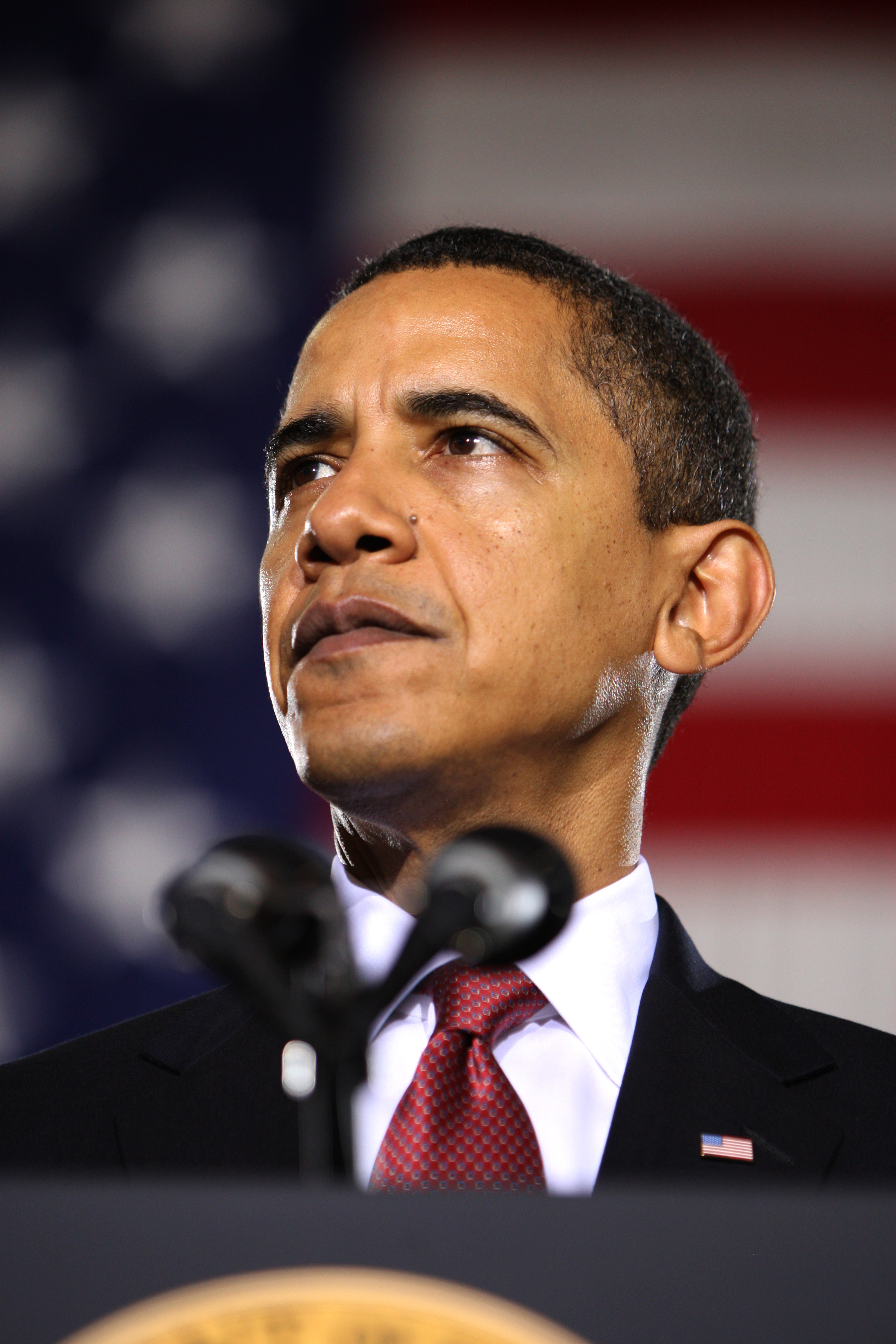
Президент США Барак Обама

19 декабря Обама на пресс-брифинге по итогам года в комнате Джеймса Брэди в Белом доме, по поводу отмены проката фильма сказал, что «Sony является корпорацией. Ей нанесён значительный ущерб. Были угрозы в адрес их сотрудников. Я с пониманием отношусь к обеспокоенности, с которой они столкнулись. Сказав все это, да, я думаю, что они сделали ошибку», отметив —
Мы не можем существовать в обществе, в котором какой-то диктатор откуда бы то ни было может начать вводить цензуру здесь, в Соединенных Штатах. Потому что, если кто-нибудь способен запугать людей отменой выпуска сатирического фильма, представьте, что они начнут делать, когда увидят документальный фильм, который им не понравится, или новостные репортажи, который им тоже не понравятся. Или еще хуже, представьте себе, если производители и дистрибьюторы и другие начнут заниматься самоцензурой, потому что не хотят оскорбить чувства кого-то, чувства тех, кто вероятно может обидеться. Так что это не то, что мы есть. Это не Америка будущего. Опять же, я симпатизирую Sony в том, что она в качестве частной компании была обеспокоена обязательствами, и этими, и теми, и другими. Я хочу, чтобы они сообщали об этом в первую очередь мне. Я бы порекомендовал им не попасть в шаблон, в котором их запугают этими видами преступных посягательств. Представьте, если бы вместо кибер-угроз, кто-то ворвался в их офисы и уничтожили кучу компьютеров и украли диски. И что, они бы вдруг махнули рукой на это?
После этого Обама добавил, что хакеры «нанесли большой ущерб, и мы будем реагировать. Мы ответим пропорционально, и мы ответим в том месте и времени, таким образом, когда нам удобно. Это не то, что я объявлю сегодня на пресс-конференции».
Между тем, представитель КНДР в ООН заявил, что его страна не имеет никакого отношения к атакам. В свою очередь, исполнительный директор «Sony Pictures Entertainment» Майкл Линтон отметил, что «мы перенесли самую ужасную кибер-атаку в американской истории» и не ошиблись, отменив прокат, а у США «нет никаких данных, что Северная Корея действовала совместно с какой-то другой страной», добавив, что «несколько дней назад я лично разговаривал с некоторыми высокопоставленными сотрудниками администрации, говорил с ними о ситуации и прямо заявил, что нам нужна помощь, мы советовались с высокопоставленными советниками. Вопрос в том, говорили ли мы лично с президентом, но Белый дом был определенно осведомлен о ситуации», а компания надеется выпустить «Интервью» на других платформах:
Я бы снова снял такой фильм. По тем же причинам, по которым мы сняли само «Интервью»: это смешная комедия, это политеистическая сатира, и я думаю, мы бы сделали этот фильм снова. Зная, что я знаю сейчас, наверное мы бы сделали что-то несколько иначе. Но настоящие события взяли над нами контроль и мы не можем влиять на них. У нас есть несколько опций и мы рассматриваем их. На данный момент мы сделали несколько предложений распространить этот фильм в цифровом формате. На данный момент ни один из главных цифровых дистрибьюторов не сделал шаг вперед и сказал, что они хотят распространить этот фильм.
Параллельно, источники в Белом доме сообщили журналистам «The Wall Street Journal» о том, что КНДР может быть повторно включена в список стран, поддерживающих терроризм. Позже, Обама подтвердил обсуждение этого вопроса.
20 декабря представитель Совета национальной безопасности при Белом доме Марк Строх сказал, что «если власти Северной Кореи хотят помочь, они могут признать свою вину и компенсировать ущерб, причиненный Sony этой атакой. Как ясно дали понять в ФБР, мы уверены, что правительство КНДР ответственно за неё. Власти страны неоднократно отвергали свою ответственность за разрушительные и провокационные действия». Администрация США обратилась к КНР за помощью в противостоянии хакерам, и на следующий день, министр иностранных дел КНР Ван И в телефонном разговоре с государственным секретарём США Джоном Керри обсудил хакерскую атаку и заявил, что «Китай выступает против любой страны или человека, которые пользуются оборудованием другой нации, чтобы совершать кибератаки против третьей стороны».
22 декабря на брифинге Совета безопасности ООН по ситуации в КНДР, в связи с докладом генерального секретаря под названием «Ситуация с правами человека в Корейской Народно-Демократической Республике» и принятием Генеральной Ассамблеей резолюцию по этому поводу от 18 декабря, помощник генерального секретаря по политическим вопросам Тайе-Брук Зерихун заметил, что «ООН не в курсе информации, на которой основаны выводы ФБР» по поводу причастности КНДР к атаке, но «тем не менее, рост инцидентов и тяжести кибер-атак причиняют ещё большее беспокойство». На этой первой встрече по данной проблеме, 11 голосами против 2 (Китай, Россия), при 2 воздержавшихся (Чад, Нигерия), было принято заявление, в котором выражается обеспокоенность по поводу «масштаба и тяжести нарушений прав человека» в КНДР.
22 декабря руководство компании «Sony Pictures Entertainment» наняло для восстановления репутации кризис-менеджера и бывшего руководителя пресс-службы президента Джорджа Буша-старшего Джуди Смит. В тот же день, юрист «Sony Pictures» Дэвид Бойес направил письмо руководству социальной сети «Twitter» с рекомендацией удалить те сообщения пользователей, в которых содержатся похищенная хакерами информация, и если этого не произойдёт в ближайшее время, то может быть начато судебное разбирательство
2 января 2015 года президент Барак Обама подписал указ, разрешающий в отношении ряда членов руководства и гос-компаний КНДР (3 организации и 10 чиновников), ввести санкции, включающие блокирование им доступа к финансовой системе США, а также запрет гражданам США участвовать в сделках с ними. В пресс-релизе Министерства финансов отмечается, что «этот шаг отражает неизменную приверженность Соединенных Штатов к тому, чтобы привлечь Северную Корею к ответственности за её дестабилизирующие, деструктивные и репрессивные действия, в частности, за её усилия по подрыву кибербезопасности США и запугиванию американских компаний и деятелей искусства, осуществляющих своё право на свободу слова». В ответ, в заявлении ЦТАК со ссылкой на слова пресс-секретаря Министерства иностранных дел КНДР было сказано, что Вашингтон «вновь подтвердил намерение проводить враждебную политику, чтобы любыми средствами запятнать репутацию народной республики на международной арене», и такая «политика неизменного преследования США, направленная на то, чтобы подавить КНДР, беспочвенно разжигает неприязненное к ней отношение, и лишь укрепит её волю в решимости защищать свой суверенитет».
5 января президент корпорации «Sony» Кадзуо Хираи на выставке «2015 International Consumer Electronics Show» в Лас-Вегасе в ответ на непрекращающиеся вопросы журналистов, заметил, что «было бы упущением, если бы я не упомянул Sony Pictures Entertainment и комедию „Интервью“. Подождите… Многие ли из вас пошли посмотреть большие фильмы Sony Pictures в этот праздничный сезон? Подождите… Это верно, что „Энни“ большое кино», позже добавив — «я говорю миру, как я горжусь всеми сотрудниками Sony Pictures, выступившими против усилий этих преступников-вымогателей, которые напали на Sony Pictures. Я знаю, что многие из вас неустанно работали — в некоторых случаях по 24 часов в день в течение нескольких дней подряд — над тем, как помочь студия восстановить и довести „Интервью“ до аудитории здесь, в Соединённых Штатах и в Канаде, через интернет-площадки, а также в кинотеатры по всей территории Соединённых Штатов и Канады… Свобода слова, свобода выражения мнений и свобода объединения являются жизненно важными для Sony и нашей индустрии развлечений». 7 января директор Национальной разведки США Джеймс Клеппер сказал, что посмотрел фильм в минувшие выходные, признав, что «для меня очевидно, что северокорейцы не имеют чувства юмора», добавив, что правительство Северной Кореи считает, что находится «в осаде со всех сторон» и использует «материалы дешевой пропаганды», в том числе кибер-возможности, являющиеся для них мощной областью, для того, чтобы выставить себя постоянной жертвой неизбежного нападения США, причём их данное нападение стало «крупнейшей хакерской атакой, когда-либо проводившейся против американских интересов», и «они будут продолжать делать это ещё и ещё, пока мы не примем меры». В то же время, директор ФБР Джеймс Коми, выступая на международной конференции по кибербезопасности Фордемского университета сообщил, что хакеры «действовали небрежно» и ошибочно отправляли сообщения с IP-адресов, используемых исключительно в КНДР, вследствие «очень быстро стало ясно, кто сделал это».

### Мнение деятелей американского кинематографа и общественности

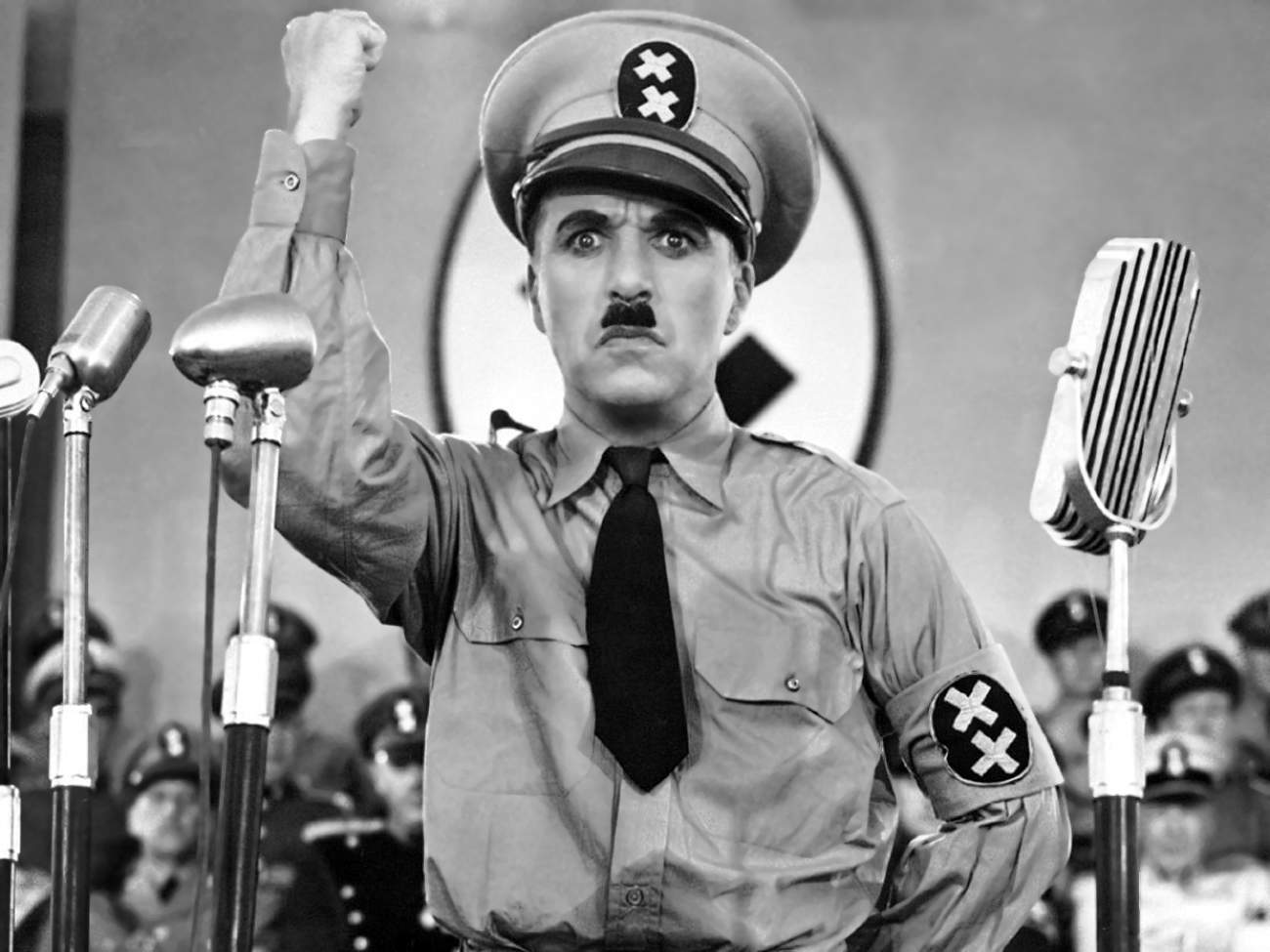
Кадр из фильма «Великий диктатор»

Сразу после отмены проката фильма, многие голливудские знаменитости выступили с немедленной реакцией на произошедшее. Так, актёр Бен Стиллер назвал решение об отмене показов «угрозой свободе самовыражения, здесь, в Америке», ретвитнув сообщение режиссёра Марка Романека с фотографией, гласящее о том, что в 1941 году компания «United Artists» не побоялась выпустить фильм «Великий диктатор» Чарли Чаплина, высмеивающий Гитлера. Актёр Джимми Киммел отметил, что отказ от показа фильма продемонстрировал «несвойственную американцам трусость, которая к тому же оправдывает действия террористов и создает пугающий прецедент», а продюсер Джадд Апатоу заявил, что «все это абсолютно гарантирует, что фильм посмотрит гораздо больше людей, нежели планировали изначально. Легально или нелегально, но его посмотрят все».
Актёр Стив Карелл, фильм которого под рабочим названием «Пхеньян» был отменен ещё до решения «Sony» не выпускать в прокат «Интервью», назвал решение компании «грустным днем для свободы самовыражения». Сценарист Аарон Соркин ранее выступавший с критикой американских СМИ по поводу хакерской атаки, на этот раз сказал, что «сегодня США подверглись беспрецедентному нападению на саму основу нашего существования, на свободу слова со стороны группы северокорейских террористов, которые угрожали убить кинозрителей ради остановки выпуска фильма. Пожелания террористов были частично выполнены легко отвлекающимися членами американской прессы, выбравшими сплетни и злорадство войдя в историю с неизмеримыми последствиями для населения — это история, которая складывалась прямо перед их глазами. Мои глубочайшие соболезнования Sony Pictures, Сету Рогену, Эвану Голдбергу и всем, кто работал над „Интервью“». Режиссёр Майкл Мур иронично сказал: «Уважаемые Хакеры Sony: работая в Голливуде, я также хотел бы меньше романтических комедий, меньше фильмов Майкла Бэя и никогда больше трансформеров».
Актёр Джордж Клуни вместе со своим агентом Брайаном Лурдом опубликовал петицию, в которой было сказано, что «мы полностью поддерживаем решение Sony не подчиняться требованиям хакеров. Мы знаем, что таким образом мы лишь откроем двери для других группировок, угрожающих свободе слова, частной жизни и личной свободе. Мы надеемся, что эти хакеры будут привлечены к ответственности, но до тех пор, пока этого не произошло, мы не будем находиться в страхе. Мы объединимся в этой борьбе!». Однако эту петицию никто не подписал, вследствие чего Клуни заметил, что данный факт «отлично показал, где на самом деле мы сейчас находимся, насколько сильно напугана эта индустрия». В интервью изданию «Deadline», Клуни, отметив, что это «глупая комедия», обратился к общественности и кино-производителям:
Делайте что хотите, но выпустите этот фильм. Не потому, что все должны его посмотреть, а потому, что я не собираюсь подчиняться кому-то, кто указывает мне не смотреть фильм. Это самый важный момент. Нельзя позволить распоряжаться, что нам смотреть, а что нет, ни Ким Чен Ыну, ни каким-то еще долбаным людям... Это действительно новая ситуация, и никто пока не знает, как с ней обращаться. Я не думаю, что кто-то был готов к этому. Конечно, все делали своё дело, но так или иначе мы позволили Северной Корее диктовать нам правила, и это просто безумие.
Реакция поступила и из других стран. В частности, бразильский писатель Пауло Коэльо на своей странице в Twitter предложил «Sony» 100 тысяч долларов за свободное размещение фильма на его сайте — «Предложение Sony Pictures остается в силе до 12:00 пятницы. Вам возмещают 0,01 процента бюджета, а я могу сказать „нет“ террористическим угрозам», также высказавшись на тему ограничения самовыражения — «Является ли решение Sony ударом по свободе творчества? Я поклонник южнокорейских фильмов, и многие из них ОЧЕНЬ жесткие по отношению к Северной Корее. Все они были выпущены, не было никаких инцидентов. Как я могу верить в версию Sony?».
Наблюдатели и журналисты отмечали, что повышенный интерес к не очень талантливо сделанной комедии объясняется «эффектом Стрейзанд», так как цензура разжигает в людях врождённое любопытство, перерастающее в распространение запретных материалов в массовом мировом масштабе, помехой которым не могут являться ограничения отдельных стран. Дошло до того, что данной картиной заинтересовалась и порноиндустрия — глава компании «Hustler Video» Ларри Флинт объявил о скором выпуске фильма-пародии под названием «This Ain’t the Interview XXX», отметив, что «всю жизнь боролся за Первую поправку, и ни один иностранный диктатор не может отнять у меня право на свободу слова».

## Критика
| Рейтинги        | Рейтинги |
| Издание         | Оценка |
| --------------- | --- |
| IMDb            | 6,8 из 10 звёзд · 6,8 из 10 звёзд · 6,8 из 10 звёзд · 6,8 из 10 звёзд · 6,8 из 10 звёзд · 6,8 из 10 звёзд · 6,8 из 10 звёзд · 6,8 из 10 звёзд · 6,8 из 10 звёзд · 6,8 из 10 звёзд |
| Metacritic      | 6,1 из 10 звёзд · 6,1 из 10 звёзд · 6,1 из 10 звёзд · 6,1 из 10 звёзд · 6,1 из 10 звёзд · 6,1 из 10 звёзд · 6,1 из 10 звёзд · 6,1 из 10 звёзд · 6,1 из 10 звёзд · 6,1 из 10 звёзд |
| Rotten Tomatoes | 5,6 из 10 звёзд · 5,6 из 10 звёзд · 5,6 из 10 звёзд · 5,6 из 10 звёзд · 5,6 из 10 звёзд · 5,6 из 10 звёзд · 5,6 из 10 звёзд · 5,6 из 10 звёзд · 5,6 из 10 звёзд · 5,6 из 10 звёзд |
| Coming Soon     | 8,5 из 10 звёзд · 8,5 из 10 звёзд · 8,5 из 10 звёзд · 8,5 из 10 звёзд · 8,5 из 10 звёзд · 8,5 из 10 звёзд · 8,5 из 10 звёзд · 8,5 из 10 звёзд · 8,5 из 10 звёзд · 8,5 из 10 звёзд |
| RogerEbert.com  | 3 из 5 звёзд · 3 из 5 звёзд · 3 из 5 звёзд · 3 из 5 звёзд · 3 из 5 звёзд |
| The Guardian    | 3 из 5 звёзд · 3 из 5 звёзд · 3 из 5 звёзд · 3 из 5 звёзд · 3 из 5 звёзд |

Картина «Интервью» получила смешанные отзывы от кинокритиков. На сайте «Rotten Tomatoes» фильм получил рейтинг в 53 % на основе 123 отзывов, со средней оценкой 5,6 из 10 (). На ресурсе «Metacritic» фильм получил рейтинг в 52/100 от 33 критиков ().
Ричард Корлисс из «Time» отметил, что в фильме «Интервью» Голдберг и Роген «подали обычную мешанину сексуального надругательства и гей-связей, только на этот раз в облике нервной сатиры, с использованием настоящих имён (когда Саша Барон Коэн играл в Диктаторе, он получал удовольствие от всего ряда тиранов Ближнего Востока, а не только от одного)», добавив, что «развитие темы броманса пошло ещё дальше, чем в других фильмах Рогена, заключаясь в совместных объятьях, поцелуях и гомоэротических ласках», и «в своём параде скабрезных приколов и инфантильной озабоченности частями тела, не говоря уже о напряжённом обезглавливании, стиле шаров с водой, Интервью отображает все бессмысленные излишества, которые репрессивные режимы осуждают в голливудских фильмах. Может быть, вы будете любить Интервью — если вы никогда не сможете посмотреть фильм — так же, как некоторые люди ненавидят или боятся его. Но если вы надеетесь здесь на любую убедительную политическую сатиру, то эти шутки для вас». Майк Хейл из «The New York Times» написал, что данная картина — это «типичная комедия о американский мужской неуверенности 21-го века, со звездами Рогеном (который также был режиссёром фильма) и Джеймсом Франко, имеющими глубокий опыт работы в этом жанре. Реальной угрозой в Интервью является не сумасшедший диктатор, а ночные кошмары одиночества и неполноценности, которые, кажется мучают обширный слой 30- и 40-летних мужчин из Голливуда, сублимируясь на экране в сентиментальный броманс, грубоватый юмор, безвозмездную женскую наготу и намеки на гомосексуальность», и «увидев Интервью, можно сказать, что шум вокруг него несут ущерб самому его существованию, а единственной разумной реакцией является изумление касательно огромного разрыва между безвредностью плёнки и порочностью ответа». Скотт Фаундас из «Variety» описал фильм как «кинематографическое утопление», которое «не поставит мировую дипломатию на колени, но будет чувствоваться как своего рода террористическая атака у любой аудитории с ограниченной толерантностью к шуткам о анальном проникновении».
Стивен Бун на сайте известного кинокритика Роджера Эберта написал, что «в „Интервью“ нет ничего нового, но выглядит он здорово» — «визуально как „Джеймс Бонд“ и „Миссия невыполнима“», раскритиковав актёрскую игру Франко и Рогена, не отдавших себя полностью своей роли, и тоже отметив среднюю сфокусированность на гомоэротических шутках для жанра данной картины. Питер Трэверс из журнала «Rolling Stone», имея в виду перипетии с отменой и возобновлением проката «Интервью», сказал, что «этот фильм стал событием года по причинам, почти не связанным собственно с фильмом. Я не знаю о какой-либо политической сатире, которая могла бы представить бремя свободного выражения в Америке. Интервью конечно не может. Его миссия заключается в том, чтобы зрители просто мочились от смеха. Это сделано успешно. Это смешной убийца», тоже отметил большой акцент на бромансе и закончил тем, что «это глупо. Это дурной тон. Так нельзя».
Рот Корнет из издания «IGN» заявил, что «под маркой Рогена и Голдберга фильм переполнен непочтительным, грубым, часто детским, иногда оскорбительным, и в конечном итоге веселым юмором», который, «откровенно говоря, учитывая предпосылки и создателей — следовало бы ожидать», однако в картине «нет огромных сюрпризов, но каждый изгиб и поворот более приятен, чем прошлый. В конечном счете, Интервью является наглой политической пародией, которая насмехается над всеми своими персонажами. Если вы любите комедийный стиль Рогена/Голдберга и Франко — как я абсолютно, — то вы, скорее всего уйдёте из театра в радости после двух часов насыщенного смеха». Эдвард Дуглас из Coming Soon сказал, что «предпосылки могут показаться немного шаткими, но результаты стали абсолютно веселыми, особенно Франко и Парк, который легко прошли через фильм. Тем не менее, этот фильм, вероятно, сможет нас уничтожить».
Джордан Хоффман из «The Guardian» сказал, что «Роген и Франко, имеющие чудесную химию и источающие хорошее настроение, снова ущипнули свои персоны в этом очень забавном, очень слабоумном фильме», и «если производство Интервью было тем, что действительно вдохновило хакеров, поставивших Голливуд на колени, ну, в этом есть какая-то степень красоты. Роген и Франко являются двумя из американских тонких неуклюжих человеко-детей, и если это необязательно, но приятный фильм действительно вызвал международный резонанс, то это в значительной степени способствует отражению жизни в искусстве».
Станислав Зельвенский из журнала «Афиша-Воздух» отметил, что «„Интервью“, разумеется, оказалось никакой не пропагандой, а довольно невинным хулиганством» двух актёров в роли журналистов, отношения которых «балансируют между дружескими и любовными, пожалуй, ближе к вторым», а режиссёры «ошиблись только с дозой. В этом фильме, местами очень изобретательном и часто истерически смешном, всего слишком много», однако это «всё-таки не повод превращать Америку в радиоактивный пепел». Шеф-редактор издания «TJ» Вадим Елистратов заявил, что «главный недостаток этой картины кроется в том, что благодаря одному из самых громких скандалов уходящего года, она получила слишком много внимания. „Интервью“ — просчитанное до мельчайших деталей нишевое кино со взрослым рейтингом „R“ (до 17 лет только с родителями), авторы которого прекрасно понимали, что и для кого снимают», и при всём «сюжете об убийстве (потенциально) бессменного лидера страны, обложенной американскими санкциями» — это «фильм не о Северной Корее (страна изображена с гротескностью „Южного парка“), не о Ким Чен Ыне и не о свержении тоталитарного режима. Это очередная серия эпопеи Рогена и Голдберга о том, что „bros before hoes“: девушки приходят и уходят, а мужская дружба остаётся навсегда».

## Награды и номинации
| Год  | Награды          | Категория                | Номинанты                 | Результат | Прим.           |
| ---- | ---------------- | ------------------------ | ------------------------- | --------- | --------------- |
| 2015 | MTV Movie Awards | Лучшая актёрская команда | Джеймс Франко и Сет Роген | Номинация | [ 280 ] [ 281 ] |
| 2015 | MTV Movie Awards | Лучший поцелуй           | Джеймс Франко и Сет Роген | Номинация | [ 280 ] [ 281 ] |

## Комментарии
1. ↑  На постере присутствуют надписи в духе антиамериканской пропаганды на корейском языке: на ракетах и танках — «Мы начнём войну», под именами Франко и Рогена — «Не верьте глупым американцам», текст слева и справа от названия — оно же, но на корейском языке. Внизу после всего текста — иная трактовка фразы в самом верху постера: «От западных капиталистических свиней, создавших „Соседи“ и „Это конец“»[1].
2. ↑  Из итоговой версии фильма и рекламных материалов все упоминания Sony Pictures были убраны[2].